# Isidoor Teirlinck
Isidoor Teirlinck (Zegelsem, 3 januari 1851 – Vorst (Brussel), 27 juni 1934) was een Vlaamse auteur, onder meer bekend van zijn boeken over folklore.

## Levensloop
Isidoor Teirlinck werd geboren als zoon van Ludovicus Teirlinck, een smid, en van Constantia Vercleyen. Zijn broers, die sterke kerels waren, werden door hun vader opgeleid tot smid. Isidoor was aan de tengere kant en werd naar de boeken verwezen. Hij studeerde aan de staatsnormaalschool van Lier.
Nadat hij met grote onderscheiding zijn diploma van onderwijzer had behaald, gaf hij les in Serskamp waar hij naar eigen zeggen ‘voor de onmogelijke opdracht stond 300 leerlingen te onderwijzen.’ Vervolgens kwam hij in Drogenbos terecht en later in Sint-Joost-ten-Node. 
In 1875 werd hij leraar wis- en natuurkunde aan de Normaalschool Karel Buls in Brussel. Een van zijn leerlingen was zijn latere echtgenote, Oda van Nieuwenhove, een zus van de vrouw van Reimond Stijns. Isidoor Teirlinck was de vader van schrijver en dichter Herman Teirlinck.
Samen met zijn zwager schreef hij onder de naam Teirlinck-Stijns meerdere werken.

## Publicaties

### In samenwerking met Reimond Stijns
- Bertha van den Schoolmeester. Romantische zedenschets, Brussel, 1877. (roman)
- Frans Steen. Zedenroman, Brussel, 1878. (roman)
- Gedichten en Novellen. Eerste deel. Bladknoppen, Gent, 1879 (een tweede deel is nooit verschenen).
- Baas Colder, Brussel, 1879. (roman)
- Aldenardiana. Novellen uit het Zuiden van Oost-Vlaanderen, Brussel, 1880.
- Uit het leven van ons volk. Een novellenbundel, Roeselare, 1882.
- Arm Vlaanderen, Roeselare, 1884. (roman)
- Emanuel Geibel herdacht. Een bloementuiltje uit zijne ‘Jugendgedichte’, Roeselare, 1884.
- Lina Donders. Drama in vijf bedrijven, Brussel, 1879.
- Lucia Staps. Drama in vier bedrijven, Brussel 1881.
- Stella. Lyrisch drama in vijf bedrijven, Brussel, 1881.
- ’t Is uit Liefde. Blijspel met zang in één bedrijf, Brussel, 1887.
- Bloemenleven, De Seyn Verhougstraete, Roeselare, 1882.
- Kruidkunde. Een handboek voor onderwijzers en leerlingen-onderwijzers, Roeselare, 1882.
- Beersel bij Brussel. Eene monographie, Roeselare, 1883.
- Le programme des écoles normales. Sciences naturelles II. Zoologie, Brugge/Roeselare, 1884.
- Eene bijdrage tot de kennis van ons Bargoensch of Koeterwaals, in 'Nederlandsche Dicht- en Kunsthalle', 1882, pp. 223-228, 263-271, 381-392, 487502, 530-546.
- Mirza Schaffy’s Liederen ten lof des wijns en der aardse gelukzaligheid, in 'De Vlaamsche Kunstbode', 1884, pp. 497-505.

### Door Isidoor Teirlinck
- Wie niet hooren wil moet voelen (1873)
- Uit het leven van ons Volk' (1882)
- Bloeiende reuzen (1885)
- Blozende kriekse (1886)
- Woordenboek van het Bargoensch (1886)
- Cilia (1888)
- Mirza-Schaffy's liederen ten love des wijns (1888)
- Molleke (1889)
- Onze beste vrienden (1891)
- De plant: een levend, bezield, handelend wezen (1892)
- Naar het land van belofte! (1894)
- Van drie oudjes (1899)
- Folklore flamand: Folklore mythologique (1890)
- Folklore flamand: Contes flamands (1890)
- Lastige kerels en brave gasten (1901)
- Plantenkultus (1904)
- Kinderspel en kinderlust in Zuid-Nederland (1902-1908)
- Zuid-Oostvlaandersch idioticon (1908-1924)
- Brabantsch sagenboek (1909-1912)
- De toponymie van den Reinaert (1910-1912)
- Klank- en vormleer van het Zuid-Oostvlaandersch dialect (1924)
- Flora Diabolica (1924)
- Flora Magica (1926)